# Balatonmagyaród
Balatonmagyaród község Zala vármegyében, a Nagykanizsai járásban.

## Fekvése
Balatonmagyaród a Kis-Balaton mellett, Zalavártól délre, a Zalakomár és Sármellék között futó 6831-es út mellett fekszik, autóbusszal Zalakomárról jól megközelíthető, de buszjárat köti össze Keszthellyel is. A település területének jelentős része a Balaton-felvidéki Nemzeti Park védettsége alatt áll.
Érdekesség, hogy a települést érintette volna az 1847-ben tervezett Sopron-Kőszeg-Szombathely-Rum-Zalaszentgrót-Nagykanizsa vasútvonal is.

## Története
A település első ismert említése 1308-ból való Magyarad formában. A 14. században sűrűn cserélt gazdát, majd 1470 körül a Báthoryak tulajdonába került. A törökök már az 1530-as években jártak a településen, ám ekkor még csak az átkelőt használták. Az 1540-es évektől azonban sűrűn pusztítottak a faluban. A zalavári és komáromi katonák is portyáztak a településen. A 17. századtól a törökök adóztak is a faluban. 1686-ban németek és horvátok keltek át Magyaródon, és teljesen felgyújtották. A sok viszontagság ellenére a falu mindig újraépült.
1696-ban Széchényi György kezére jutott, gyors fejlődésnek indult, s a nagy nyitottságából következő támadások és járványok, valamint a Zala áradásai ellenére jelentős településsé fejlődött. 1739-ben fatemplom épült Magyaródon. A 19. században több nemesi család is települt a faluba, s jobbágyok is nagy számban választották új lakhelyüknek. 1848-ban már 752 lakosa volt, a 19. század végére pedig 1000-nél is több, többségében középparaszt.
1920-ban kezdődött meg a Kis-Balaton lecsapolása, amelynek köszönhetően értékes mezőgazdasági földekhez jutott a település. 1924-ben nagyközség lett, illetve a Széchenyiek zalai uradalmának központja. Az 1960-as évektől lakosságszáma jelentősen csökkent, mert sokan városokba költöztek. Az 1990-es évektől  a Kis-Balaton rekonstrukciójával egyre nagyobb szerep jutott a településen az idegenforgalomnak, amely mára egyik fő bevételi forrásává vált. A településen polgárőrség is működik.

## Közélete

### Polgármesterei
- 1990–1994: Bognár Józsefné (Agrárszövetség)[5]
- 1994–1998: Bognár Józsefné (független)[6]
- 1998–2002: Németh Zoltán (független)[7]
- 2002–2006: Németh Zoltán (független)[8]
- 2006–2010: Németh Zoltán Lajos (független)[9]
- 2010–2014: Kalász Mátyás János (független)[10]
- 2014–2019: Kalász Mátyás János (független)[11]
- 2019–2024: Erdős János (független)[12]
- 2024– : Erdős János (független)[1]

## Népesség
A település népességének változása:
| Lakosok száma | 456  | 440  | 427  | 375  | 417  | 406  | 389  |
|               | 2013 | 2014 | 2015 | 2021 | 2022 | 2023 | 2024 |

A 2011-es népszámlálás idején a nemzetiségi megoszlás a következő volt: magyar 96,1%, német 2,5%. A lakosok 86,4-a% római katolikusnak, 1,59% reformátusnak, 5,67% felekezeten kívülinek vallotta magát (5,2% nem nyilatkozott).
2022-ben a lakosság 80,1%-a vallotta magát magyarnak, 8,4% németnek, 0,7% cigánynak, 0,2-0,2% szlováknak, lengyelnek és örménynek, 3,4% egyéb, nem hazai nemzetiségűnek (15,1% nem nyilatkozott; a kettős identitások miatt a végösszeg nagyobb lehet 100%-nál). Vallásuk szerint 50,4% volt római katolikus, 1% református, 0,7% evangélikus, 0,7% egyéb keresztény, 2,2% egyéb katolikus, 6,5% felekezeten kívüli (37,9% nem válaszolt).

## Nevezetességei
- Állatsimogató - Fenyvespuszta Archiválva 2012. január 11-i dátummal a Wayback Machine-ben
- Kányavári-sziget és hídja
- Kápolnapusztai bivalyrezervátum
- Kis-Balaton
- Római katolikus templom

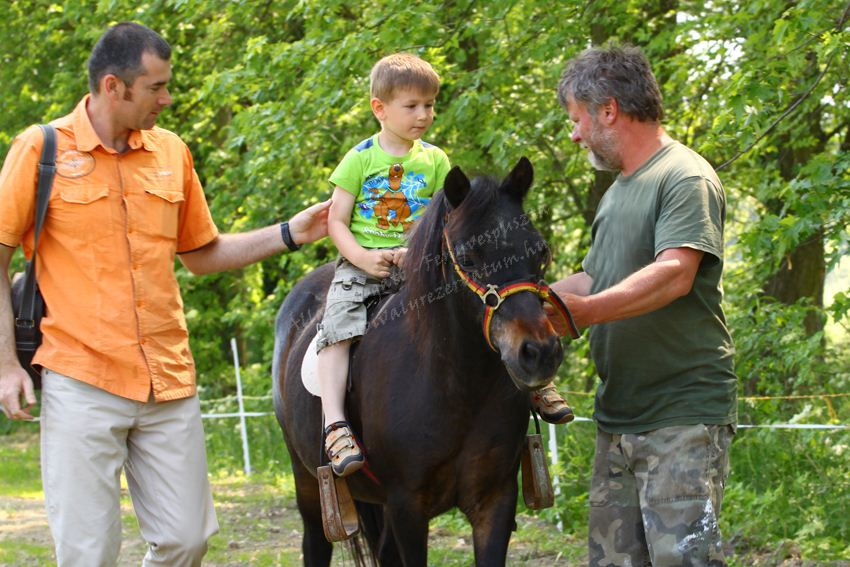
Állatsimogató - Fenyvespuszta Archiválva 2012. január 11-i dátummal a Wayback Machine-ben
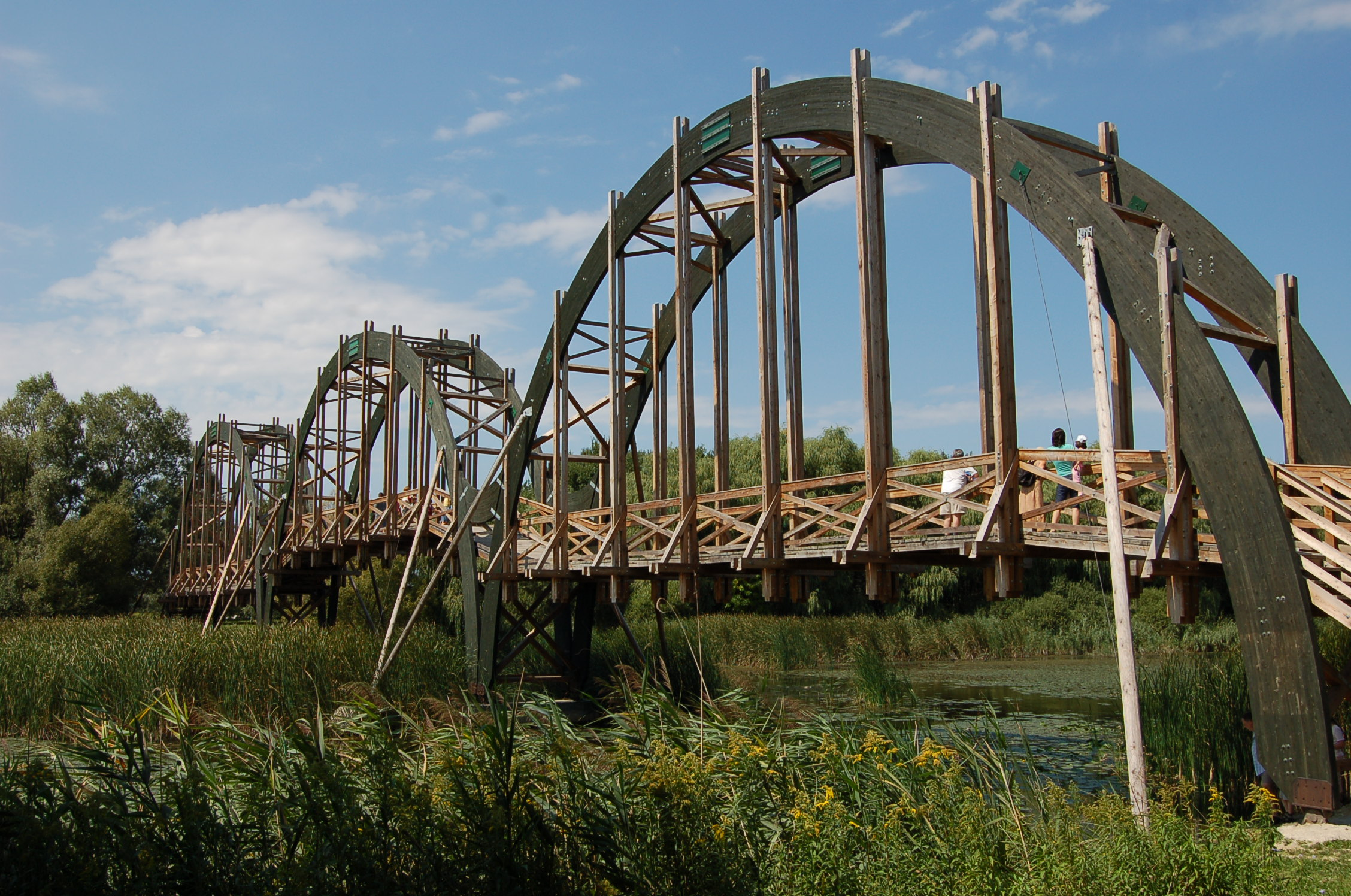
A Kányavári-híd a Balaton-felvidéki Nemzeti Parkban
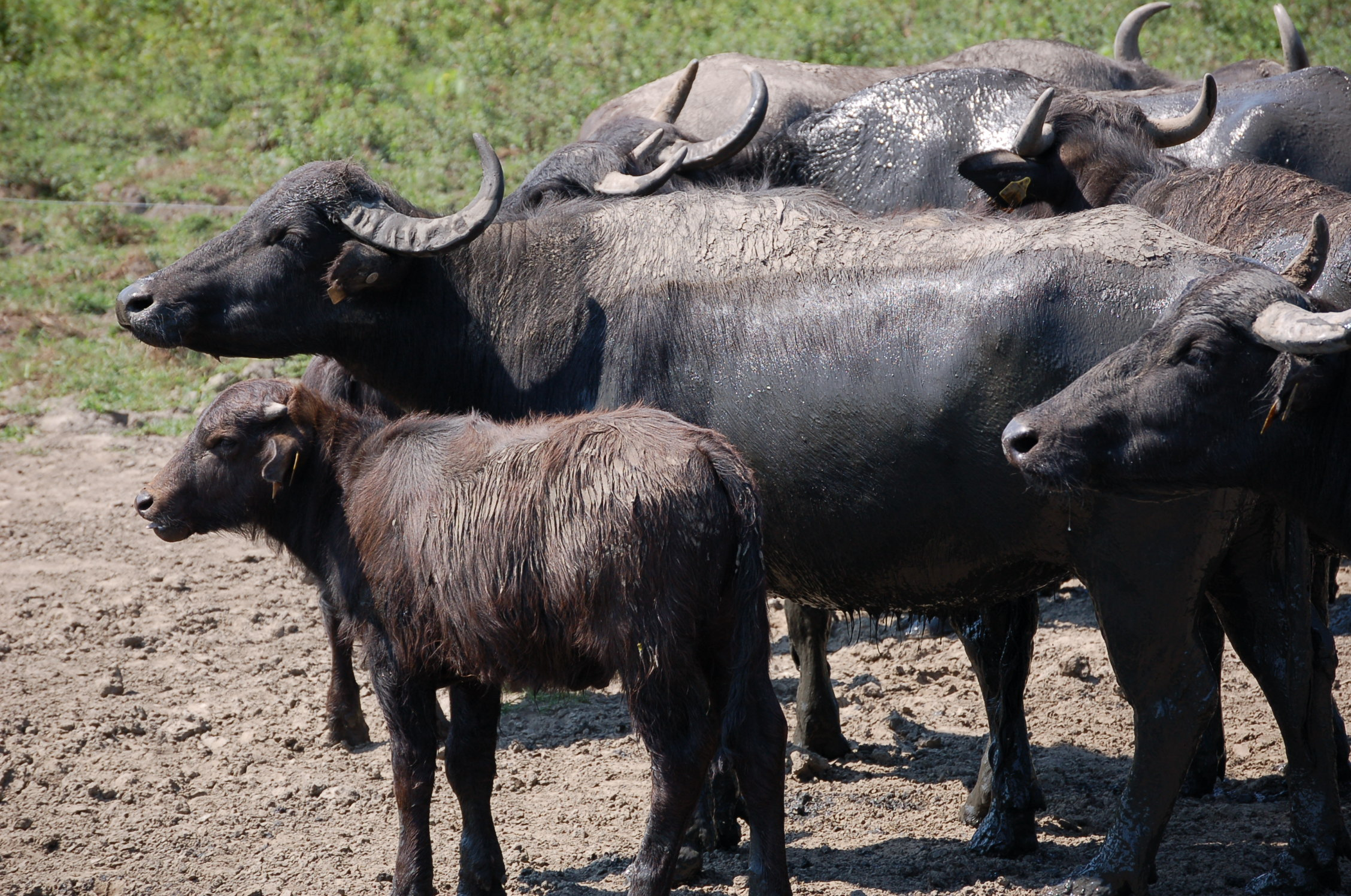
Vízibivalyok a kápolnapusztai bivalyrezervátumban